# Lê Trinh

Phủ phụ chánh triều vua Duy Tân. Từ trái sang phải: Tôn Thất Hân (thượng thư bộ hình), Nguyễn Hữu Bài (thượng thư bộ lại), Huỳnh Côn (thượng thư bộ lễ), Hoàng thân Miên Lịch, Lê Trinh (thượng thư bộ công), Cao Xuân Dục (thượng thư bộ học)

Lê Trinh (1850 - 1909) (chữ Hán: 黎貞) là thượng thư bộ lễ và bộ công của triều vua nhà Nguyễn.
Ông còn có tên là Lê Đăng Lĩnh, Lê Đăng Trinh, sinh năm 1850 tại làng Bích La Đông, Triệu Đông, Triệu Phong, Quảng Trị. Ông thuộc dòng dõi họ Lê Cảnh (gốc ở Cẩm Xuyên, Hà Tĩnh, di cư vào Bích La Đông dưới thời Lê sơ). Ông là con trưởng của ông Lê Cảnh Chính, Binh bộ viên ngoại lang, Trung phụng đại phu, Đô sát viện hữu phó đô ngự sử, hàm nhị phẩm dưới triều Minh Mạng và bà Lê Bá Thị Huấn.
Năm 20 tuổi ông thi hương khoa năm Canh Ngọ, Tự Đức năm thứ 23 (1870) đỗ giải nguyên. Khi lên năm 25 tuổi, ông thi hội khoa năm Ất Hợi, Tự Đức năm thứ 28 (1875) đỗ phó bảng. Từ đó, ông đã ra làm quan, trải qua 6 triều vua từ Tự Đức, Kiến Phúc, Hàm Nghi, Đồng Khánh, Thành Thái đến Duy Tân.